# Shigeru Yokotani
Shigeru Yokotani (japanisch 横谷 繁 Yokotani Shigeru; * 3. Mai 1987 in der Präfektur Hyōgo) ist ein japanischer Fußballspieler.

## Karriere
Yokotani erlernte das Fußballspielen in der Jugendmannschaft von Gamba Osaka. Seinen ersten Vertrag unterschrieb er 2006 bei Gamba Osaka. Der Verein spielte in der höchsten Liga des Landes, der J1 League. 2007 gewann er mit dem Verein den J.League Cup. 2008 wurde er an den Zweitligisten Ehime FC ausgeliehen. Für den Verein absolvierte er 81 Ligaspiele. 2010 kehrte er zu Gamba Osaka zurück. Für den Verein absolvierte er 18 Erstligaspiele. 2013 wechselte er zum Zweitligisten Kyoto Sanga FC. Für den Verein absolvierte er 61 Ligaspiele. 2015 wechselte er zum Ligakonkurrenten Omiya Ardija. 2015 wurde er mit dem Verein Meister der J2 League und stieg in die J1 League auf. Am Ende der Saison 2017 stieg der Verein wieder in die J2 League ab. Für den Verein absolvierte er 115 Ligaspiele. 2019 wechselte er zum Ligakonkurrenten Ventforet Kofu. Für den Verein absolvierte er 36 Ligaspiele. 2020 wechselte er zum Ligakonkurrenten Ehime FC. 2021 belegte man mit Ehime den 20. Tabellenplatz und stieg in die dritte Liga ab.

## Erfolge
Gamba Osaka
- J1 League

Vizemeister: 2010
- J.League Cup

Sieger: 2007
- Kaiserpokal

Finalist: 2006, 2012
| Personendaten    | Personendaten              |
| ---------------- | -------------------------- |
| NAME             | Yokotani, Shigeru          |
| ALTERNATIVNAMEN  | 横谷 繁 (japanisch)        |
| KURZBESCHREIBUNG | japanischer Fußballspieler |
| GEBURTSDATUM     | 3. Mai 1987                |
| GEBURTSORT       | Präfektur Hyōgo, Japan     |